# Беньяш, Михаил Михайлович
Михаи́л Миха́йлович Беньяш (род. 2 сентября 1977 Сочи, СССР) — российский юрист, адвокат (бывший), общественный деятель. Проживает в Литве.

## Биография
В 2014 году стал соучредителем краснодарского регионального отделения «Партии прогресса».
С 2017 года принимал активное участие в защите преследуемых гражданских активистов и сторонников Алексея Навального.
После лишения российского адвокатского статуса эмигрировал в Литву. В эмиграции отказался работать в правозащитных организациях, финансирующихся за счёт грантов, заявив, что заниматься активизмом нужно сугубо на безвозмездной основе, а зарабатывать себе на жизнь нужно на «нормальной работе», и устроился на работу сантехником.

## Преследования со стороны российских властей

### Уголовное дело о вымогательстве
В сентябре 2010 года в отношении Михаила Беньяша было возбуждено уголовное дело по части 2 статьи 163 Уголовного кодекса РФ («Вымогательство»). Адвоката обвинили в том, что он под угрозой распространения порочащих сведений заставил сочинского бизнесмена Константина Апостолова передать ему 25 тысяч долларов США. Михаил Беньяш свою вину не признал. Он заявил, что факт угроз не доказан, а переданные ему деньги предназначались для благоустройства двора дома, по соседству с которым Апостолов начал строительные работы. Своё преследование Михаил Беньяш связал с тем, что ранее он осуществлял защиту бывшего судьи Хостинского районного суда Сочи Дмитрия Новикова, которого обвиняли в мошенничестве. В сентябре 2011 года суд приговорил Михаила Беньяша к наказанию в виде трёх лет лишения свободы условно.

### Уголовное дело о применении насилия к полицейским и о воспрепятствовании правосудию
9 сентября 2018 года Михаила Беньяша задержали в Краснодаре в день проведения акции против повышения пенсионного возраста. На адвоката составили два административных протокола — за неповиновение требованиям сотрудников полиции и проведение публичного мероприятия без уведомления органов власти. На следующий день суд приговорил Михаила Беньяша к 14 суткам ареста и 40 часам обязательных работ. Адвокат утверждал, что после задержания сотрудники полиции угрожали ему и избили его.
После отбытия административного ареста Михаил Беньяш был вновь задержан — его поместили в ИВС, обвиняя в применении насилия к полицейским и воспрепятствовании правосудию. Уголовное дело о воспрепятствовании правосудию было прекращено в связи с отсутствием состава преступления. 28 сентября Ленинский районный суд Краснодара арестовал Михаила Беньяша на два месяца. Интересы адвоката представляли 11 адвокатов.
В поддержку Михаила Беньяша была развёрнута широкая общественная кампания, в результате которой Прокуратура Краснодарского края попросила отменить решение о его аресте. 23 октября Краснодарский краевой суд освободил адвоката из СИЗО под залог в 600 тысяч рублей. 11 октября 2019 года Ленинский районный суд Краснодара приговорил Михаила Беньяша к штрафу в 30 тысяч рублей.
В июле 2023 года Европейский суд по правам человека признал, что задержание и последующий арест Беньяша были необоснованными, а по заявлению самого Беньяша о его избиении сотрудниками полиции не было проведено надлежащего расследования, и постановил, что Российская Федерация обязана выплатить Беньяшу 16 тысяч евро.

### Обыски в квартире в рамках иных уголовных дел
22 января 2021 года в квартире Михаила Беньяша прошёл обыск в связи с уголовным делом в отношении сына арендодателя. Дело было возбуждено по факту кражи муляжа пистолета. В ходе обыска муляж найден не был, но были изъяты два ноутбука. После обыска и допроса Михаила Беньяша задержали за анонс акции в поддержку Алексея Навального. Суд приговорил его к пяти суткам административного ареста.
12 марта 2022 года в квартире Михаила Беньяша прошёл обыск в рамках уголовного дела, возбужденного в связи с сообщением о ложном минировании.

### «Дискредитация Вооружённых Сил Российской Федерации»
13 апреля 2022 года в отношении Беньяша сотрудниками краснодарской полиции был составлен протокол об административном правонарушении по статье 20.3.3 КоАП из-за опубликованного 28 февраля того же года (то есть ещё до принятия Федеральных законов №31-ФЗ и №32-ФЗ от 04.04.2022 года) ролика краснодарского издания «Протокол», в котором Беньяш критиковал вторжение России на Украину. Ленинский районный суд города Краснодара прекратил производство по делу об административном правонарушении из-за допущенных полицейскими процессуальных нарушений. Позднее Краснодарский краевой суд по жалобе полиции отменил постановление районного суда и направил дело на новое рассмотрение в суд первой инстанции. При повторном рассмотрении производство по делу об административном правонарушении было вновь прекращено в связи истечением срока давности привлечения к административной ответственности. Прекращение дела по такому основанию было обжаловано самим Беньяшем, но 14 ноября 2022 года Краснодарский краевой суд отклонил его жалобу.
В ноябре 2022 года краснодарская полиция составила в отношении Беньяша новый протокол об административном правонарушении по статье 20.3.3 КоАП из-за примерно двух десятков публикаций со словосочетанием «Нет войне» в его Telegram-канале. 7 февраля 2023 года суд в рамках дела об административном правонарушении оштрафовал Михаила Беньяша за «дискредитацию Вооружённых Сил Российской Федерации».

### Признание «иностранным агентом»
28 октября 2022 года Минюстом РФ внесён в реестр иностранных агентов за репосты материалов The Insider и телеграм-канала, сформированного нейросетью Neural Meduza.
Беньяш оспорил решение Министерства юстиции Российской Федерации о признании его «иностранным агентом», подав административное исковое заявление в суд. В ходе судебного разбирательства выяснилось, что основанием для включения административного истца в перечень «иностранных агентов» явилось получение им денежных средств от трёх организаций, являющихся «иностранными агентами»; при этом данные денежные средства являлись адвокатским гонораром Беньяша за оказанную им юридическую помощь, при этом на дату заключения соглашений об оказании юридической помощи организации ещё не были объявлены «иностранными агентами». Тем не менее, Первомайский районный суд города Краснодара отказал в удовлетворении административного иска Беньяша.

### Лишение адвокатского статуса
В феврале 2023 года совет адвокатской палаты Краснодарского края лишил Беньяша статуса адвоката. Поводом для возбуждения дисциплинарного производства послужила жалоба Министерства юстиции Российской Федерации, в которой Беньяш обвинялся в критических высказываниях в отношении российских властей (включая и сам Минюст), а также в отношении руководства российской адвокатуры. Конкретно ему вменялись семь публикаций в своём Telegram-канале, из которых квалификационная комиссия адвокатской палаты усмотрела нарушения Кодекса профессиональной этики адвоката лишь в двух. В первом посте от 6 октября 2022 года, являвшемся откликом на публикацию Аббаса Галлямова, Беньяш заявил о том, что российская адвокатура переживает глубокий кризис, назвал руководство адвокатуры "несменяемыми и никем не выбираемыми сервильными конъюнктурщиками с портретами Сталина в кабинетах". Во втором посте от 31 октября 2022 года Беньяш прокомментировал решение Министерства юстиции Российской Федерации о признании его «иностранным агентом», назвав чиновников этого ведомства идиотами.
Беньяш обжаловал решение адвокатской палаты Краснодарского края в Федеральной палате адвокатов, но та согласилась с выводами региональной палаты. После этого Беньяш подал административное исковое заявление с требованием признания недействительным решения о лишении его адвокатского статуса в Хамовнический районный суд города Москвы.